# 水谷川忠俊

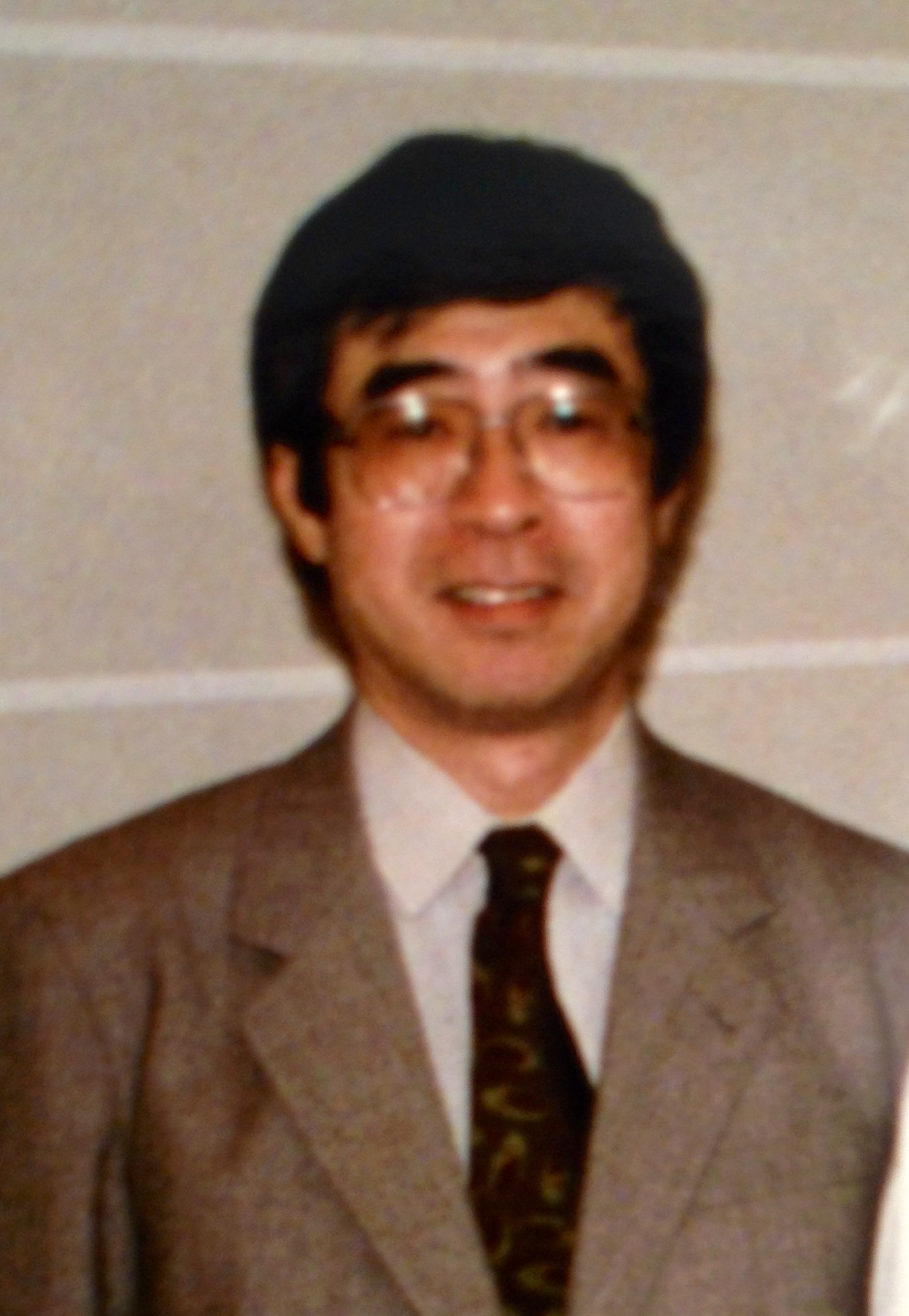
水谷川忠俊（1994年撮影）

水谷川 忠俊（みやがわ ただとし、1935年12月9日 - ）は、日本の作曲家、雅楽研究家。旧姓名・近衛俊健。

## 人物・来歴
近衛秀麿の三男（非嫡出子）として大阪市東区久宝寺町に生まれる。母は坪井文子。1937年7月22日、父秀麿により、大阪市東区役所に出生届が出される。1939年10月19日、父の末弟である水谷川忠麿の養子となり、忠俊と改名。物心ついたときは東京千駄ヶ谷の忠麿のアトリエにおり、生母の記憶はないという。
学習院初等科在学中、奈良県に転居し、奈良女子高等師範学校附属小学校（現・奈良女子大学附属小学校）から同中学校・同高校（現・奈良女子大学附属中等教育学校）を卒業。上京後、山本直純の助手を務めながら作曲を学ぶ。1962年8月、マドリード王立音楽院の給費留学生の試験に合格し、スペインに留学。1963年、ベルリン市立音楽院（現・ベルリン芸術大学）に留学。1968年、日本に帰国。

### 家族・親族
実兄の近衛秀健も作曲家で指揮者。妻は子爵阿野季忠の長男阿野季房の娘で、学習院初等科の同級生だった佐喜子。長女の水谷川陽子はヴァイオリニスト、次女の水谷川優子はチェリスト。

## 系譜

### 水谷川家
水谷川家は、近衛忠熙の子である水谷川忠起を始祖とし、奈良華族として列せられた。

### 近衞家
近衞家は、藤原忠通の子である近衞基実を始祖とし、五摂家の一つであった。

### 皇室との関係
後陽成天皇の男系十三世子孫である。後陽成天皇の第四皇子で近衛家を継いだ近衛信尋の男系後裔。

詳細は皇別摂家#系図も参照のこと。

## 作品

### 民謡
- 松本ぼんぼん

### テレビドラマ音楽
- TBS「安ベエの海」（1969年-1970年）
- フジテレビ「白い恐怖」（1975年）
- NHK「新西洋事情(3)　味噌汁派欧州へ行く」（1977年）
- テレビ東京「妻たちが買った危険な一夜」（1988年）